# Frente Democrático Nacional (México)
El Frente Democrático Nacional fue una coalición de fuerzas políticas mexicanas creada en el año 1988 con el fin de disputar las elecciones presidenciales de ese año, y que es el antecedente inmediato del Partido de la Revolución Democrática. Era resultado de una aglutinación de pequeñas fuerzas políticas de centro-izquierda y de izquierda.

## Historia
El Frente Democrático Nacional tuvo sus orígenes en el Partido Revolucionario Institucional, donde la Corriente Democrática, encabezada por Cuauhtémoc Cárdenas Solórzano, Porfirio Muñoz Ledo, Ifigenia Martínez,entre otros, en 1987, pretendía, entre otras cosas, democratizar la elección interna en el PRI y exponer los yerros de la economía neoliberal implantada por el presidente Miguel de la Madrid, así como las consecuencias del abandono del nacionalismo revolucionario y de la responsabilidad social que acompañaron al partido en sus políticas durante toda su historia. Finalmente, la Corriente Democrática pasó de una posición crítica a la disidencia, y pretendió lanzar a Cárdenas como candidato a la presidencia por otro partido, luego de que Carlos Salinas de Gortari fue designado el candidato oficial del PRI.
El 14 de octubre de 1987, Cárdenas recibió la postulación por el Partido Auténtico de la Revolución Mexicana (PARM). Poco después, se logró la adhesión del Partido del Frente Cardenista de Reconstrucción Nacional, el Partido Social Demócrata, el Partido Popular Socialista,todos ellos pequeñas fuerzas políticas. Estos partidos solamente postularían a Cárdenas como su candidato, pero no contribuirían a la formación del Partido de la Revolución Democrática.
Cárdenas, Muñoz Ledo e Ifigenia crearían un pacto en 1988 con la incipiente izquierda mexicana, y se lograría aglutinar, en torno a Cárdenas, al Partido Mexicano Socialista (cuyo candidato era Heberto Castillo), a la Coalición de Izquierda, y al Movimiento de Acción Popular. Asimismo, se consiguió la alianza con organizaciones sociales, como la Coalición Obrera, Campesina, Estudiantil del Istmo (COCEI) (que había ganado los comicios locales en Juchitán de Zaragoza), la Central Independiente de Obreros Agrícolas y Campesinos (CIOAC), la Asamblea de Barrios de la Ciudad de México (creada tras los terremotos de 1985), la Unión de Colonias Populares, la Unión Popular Revolucionaria Emiliano Zapata y la Central Campesina Cardenista (fundada por sectores agrarios y campesinos inconformes con el corporativismo del PRI, para apoyar la candidatura del frente), entre otras. Este aglomerado de partidos y organizaciones civiles serían, junto con la Corriente Democrática del PRI, la base del futuro PRD.
El candidato vencedor de la contienda el 6 de julio de 1988 fue Carlos Salinas de Gortari, pero padeció una crisis de legitimidad, pues Cárdenas se proclamó ganador y víctima de un fraude.
Después de las elecciones, gran parte de los partidos y organizaciones sociales que habían creado el Frente Democrático Nacional llamaron a la sociedad a integrarse en un nuevo partido, el Partido de la Revolución Democrática, que se fundaría formalmente el 5 de mayo de 1989, con Cuauhtémoc Cárdenas como su presidente.